# Caenurgina ochrea
Caenurgina ochrea är en fjärilsart som beskrevs av Augustus Radcliffe Grote 1873. Caenurgina ochrea ingår i släktet Caenurgina och familjen nattflyn. Inga underarter finns listade i Catalogue of Life.